# Batalla de Peracamps (1839)
La batalla de Peracamps (1839) fou l'enfrontament armat entre liberals i carlins, que s'esdevingué el 14 de novembre de 1839, quan aquests darrers van atacar el comboi d'aprovisionament liberal destinat a la població de Solsona.

## Transcurs de la batalla
Una columna liberal comandada per Valdés que tenia com a destinació Solsona, per al seu aprovisionament, va caure en una emboscada preparada per les forces carlines. Aprofitant la boira i el coneixement del terreny, les unitats carlines van infligir un dur correctiu als liberals, els supervivents dels quals van poder-se escapar gràcies a una forta nevada.